# 三宅雄彦
三宅 雄彦（みやけ ゆうひこ、1969年3月 - ）は、日本の公法学者。

## 経歴
1992年、早稲田大学法学部卒業。1995年、早稲田大学大学院法学研究科修士課程修了。同年、『憲法規範の構造と憲法解釈の方法　H.-J. Kochの分析的理由づけ理論について』により小野梓記念学術賞を受賞。2000年、早稲田大学大学院法学研究科博士課程公法学専攻単位取得退学。2002年、埼玉大学経済学部専任講師。2004年、同助教授。2005年、『ルドルフ・スメント憲法学説の再構成　政治的体験の概念と精神科学的方法の視座から』により博士（法学）（早稲田大学）。2007年、埼玉大学経済学部准教授。2018年より駒澤大学法学部教授を務める。駒澤大学では憲法学の教育を受け持つ。

## 著作

### 著書（単著）
- 『憲法学の倫理的転回（学術選書49）』（信山社、2011年）
- 『保障国家論と憲法学（現代憲法研究Ⅲ）』（尚学社、2013年）

### 著書（共著）
- 『社会環境設計論への招待』（八千代出版、2005年）
- 『基本科目法学』（埼玉大学生活協同組合、2008年、2009年版、2009年、第3版、2010年）

### 論文
- 「憲法規範の構造と憲法解釈の方法：H.-J.Kochの分析的理由づけ理論について」（早稲田大学、修士論文、1995年3月）。（1994年小野梓記念学術賞受賞）
- 「ルドルフ・スメント憲法学説の再構成：政治的体験の概念と精神科学的方法の視座から」（早稲田大学、博士論文、2005年3月